# رزا برانکا
رزا برانکا (انگلیسی: Rosa Branca; ۱۶ ژوئیهٔ ۱۹۴۰ – ۲۲ دسامبر ۲۰۰۸) بازیکن بسکتبال اهل برزیل بود.
از باشگاه‌هایی که در آن بازی کرده‌است می‌توان به باشگاه فوتبال پالمیراس اشاره کرد.